# DAF Tropco
Der DAF Tropco 400/650 kN ist ein militärischer Lkw von DAF für die niederländische Armee. DAF produzierte davon 112 Sattelzugmaschinen mit 102 Trailern. Seit 2005 ist die Kombination mit den speziellen Trailern im Dienst. Der Tropco wurde erstmals als Prototyp 2003 gebaut auf Basis des DAF XF95 und 2005 wurden die ersten Fahrzeuge an die niederländische Armee geliefert. Seine Hauptaufgabe ist der Transport von Panzern wie dem Leopard 2 und Panzerhaubitzen. Der DAF XF95 wurde hierzu an die  militärischen Anforderungen angepasst und ist mit einer zusätzlichen Panzerung von Plasan ausgestattet, die Schutz gegen Handfeuerwaffen, Fragmente von Granaten und Minen bietet.
Im Führerhaus ist Platz für den Fahrer und drei Passagiere. Von 2007 bis zum Abzug im Jahr 2021 wurden einige Exemplare auf Leihbasis von der Canadian Army im Afghanistan-Krieg genutzt.

## DAF Tropco 400kN
Mit der 480-PS-Version des DAF-XM375-Dieselmotors ist ein maximales Gesamtgewicht von 40.000 kg möglich. Hierbei hat die Kombination mit dem Trailer 4 Achsen.

## DAF Tropco 650kN

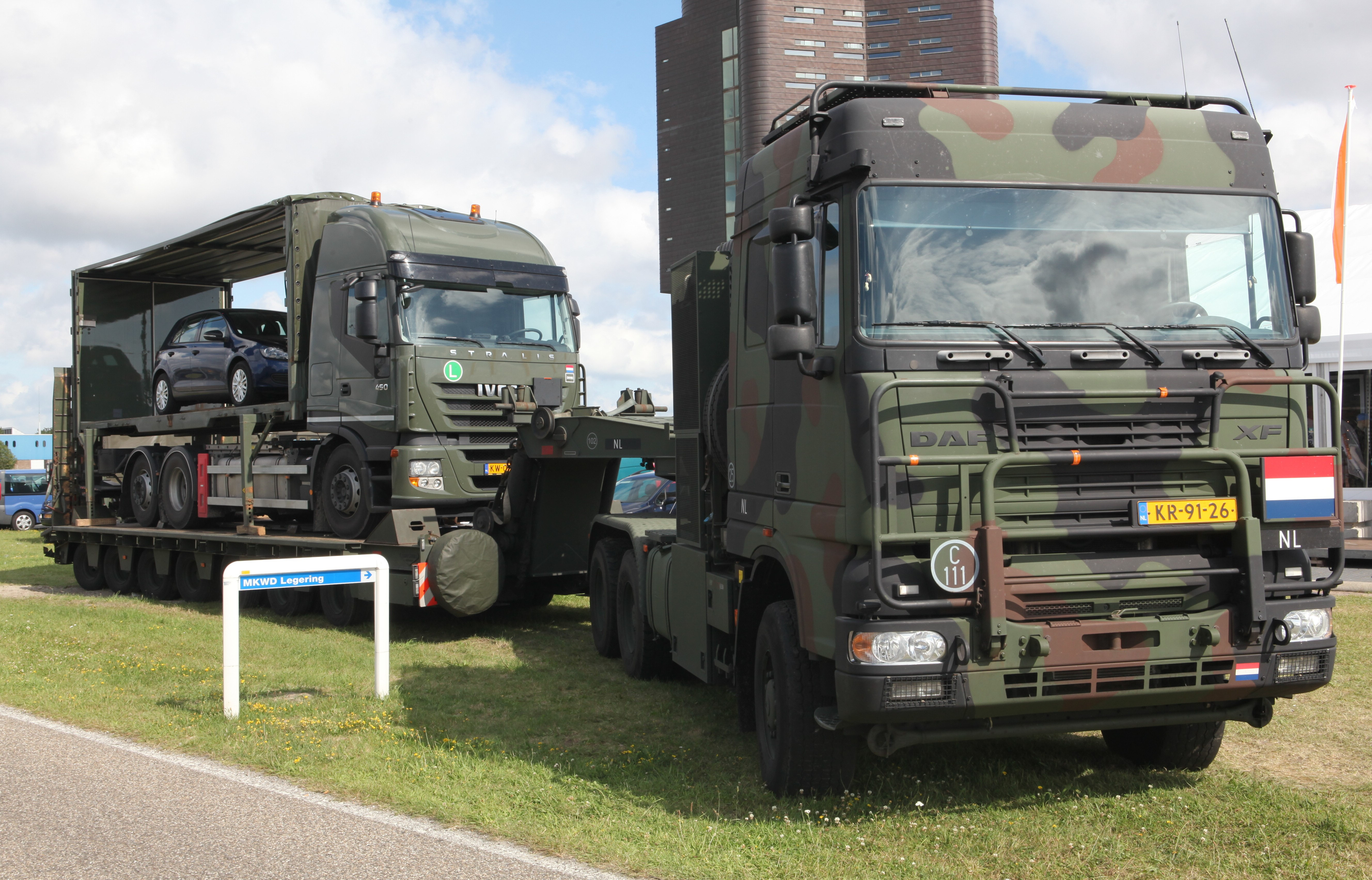
DAF Tropco 650 KN

Der Tropco 650 kN mit der 530-PS-Variante ermöglicht ein maximales Gesamtgewicht von 65.000 kg und hat in der Kombination 7 Achsen.